# Marek Łukomski
Marek Krzysztof Łukomski (ur. 2 grudnia 1980 w Szczecinie) – polski koszykarz grający na pozycji rozgrywającego oraz trener koszykarski. Reprezentant Polski do lat 20. 
Pierwszy Polak, który osiągnął triple-double w Polskiej Lidze Koszykówki. W najwyższej klasie rozgrywkowej rozegrał w sumie 72 mecze. Po zakończeniu kariery zawodniczej został trenerem koszykówki. Obecnie trener pierwszoligowego Żaka Koszalin.

## Życiorys
Łukomski pochodzi ze Szczecina, gdzie w miejscowym klubie SKK Szczecin (początkowo grającym pod nazwą PKK Szczecin) rozpoczynał karierę koszykarską. W rozgrywkach seniorskich zadebiutował w sezonie 1998/1999, występując w 15 meczach Polskiej Ligi Koszykówki. W najwyższej klasie rozgrywkowej grał do końca sezonu 2000/2001, występując w niej w sumie w 72 spotkaniach.
W sezonie 2000/2001, jako pierwszy Polak w historii PLK, osiągnął triple-double w Polskiej Lidze Koszykówki – w meczu przeciwko AZS-owi Toruń zdobył 21 punktów, 10 asyst i 10 zbiórek. Łukomski pozostał zawodnikiem SKK po spadku klubu do I ligi i występował w nim do końca sezonu 2002/2003, w sumie rozgrywając w barwach SKK 133 spotkania ligowe (72 w PLK i 61 w I lidze).
W sezonie 2003/2004 został graczem Basketu Kwidzyn, z którym wystąpił w 27 meczach I ligi. Przez kolejne 3 sezony (2004/2005, 2005/2006 i 2006/2007) nadal występował w I lidze, tym razem reprezentując Spójnię Stargard Szczeciński, w barwach której wystąpił w 82 spotkaniach ligowych. Po sezonie 2006/2007 wyjechał do Wielkiej Brytanii, gdzie zamieszkał i podjął pracę zarobkową. W sierpniu 2008 powrócił do Polski i podpisał kontrakt z AZS-em Szczecin. W barwach tego klubu zagrał w 22 meczach II ligi. Po sezonie 2008/2009 zdecydował się zakończyć karierę zawodniczą. Podpisał wówczas kontrakt z Rosą Radom, w której został asystentem trenera (wówczas funkcję tę pełnił Piotr Ignatowicz). W sezonach 2009/2010 i 2010/2011 występował jeszcze w pojedynczych spotkaniach ligowych w roli zawodnika – w sumie zagrał w Rosie w 11 meczach (5 w II lidze i 6 w I lidze). W 2000, wraz z reprezentacją Polski do lat 20, wystąpił w kwalifikacjach do mistrzostw Europy w tej kategorii wiekowej, zdobywając w 5 meczach średnio po 2,8 punktu, 2,6 zbiórki i 1,2 asysty.
Od 2009 pełnił nieprzerwanie funkcję asystenta trenera Rosy. W czerwcu 2015 odszedł z Rosy i został pierwszym trenerem klubu King Wilki Morskie Szczecin. W czerwcu i lipcu 2016 prowadził rozszerzoną kadrę Polski podczas zgrupowania w Radomiu. 12 sierpnia 2017 został trenerem Czarnych Słupsk. 19 listopada 2018 dołączył do sztabu AZS-u Koszalin. 22 października 2019 zawarł umowę trenerską z Polpharmą Starogard Gdański. 3 listopada 2020 opuścił klub. 10 stycznia 2021 objął stanowisko trenera PGE Spójni Stargard. 9 lutego 2022 został zwolniony. 21 listopada 2022 został trenerem Rawlplug Sokoła Łańcut. 18 czerwca 2024 został trenerem pierwszoligowego Żaka Koszalin.

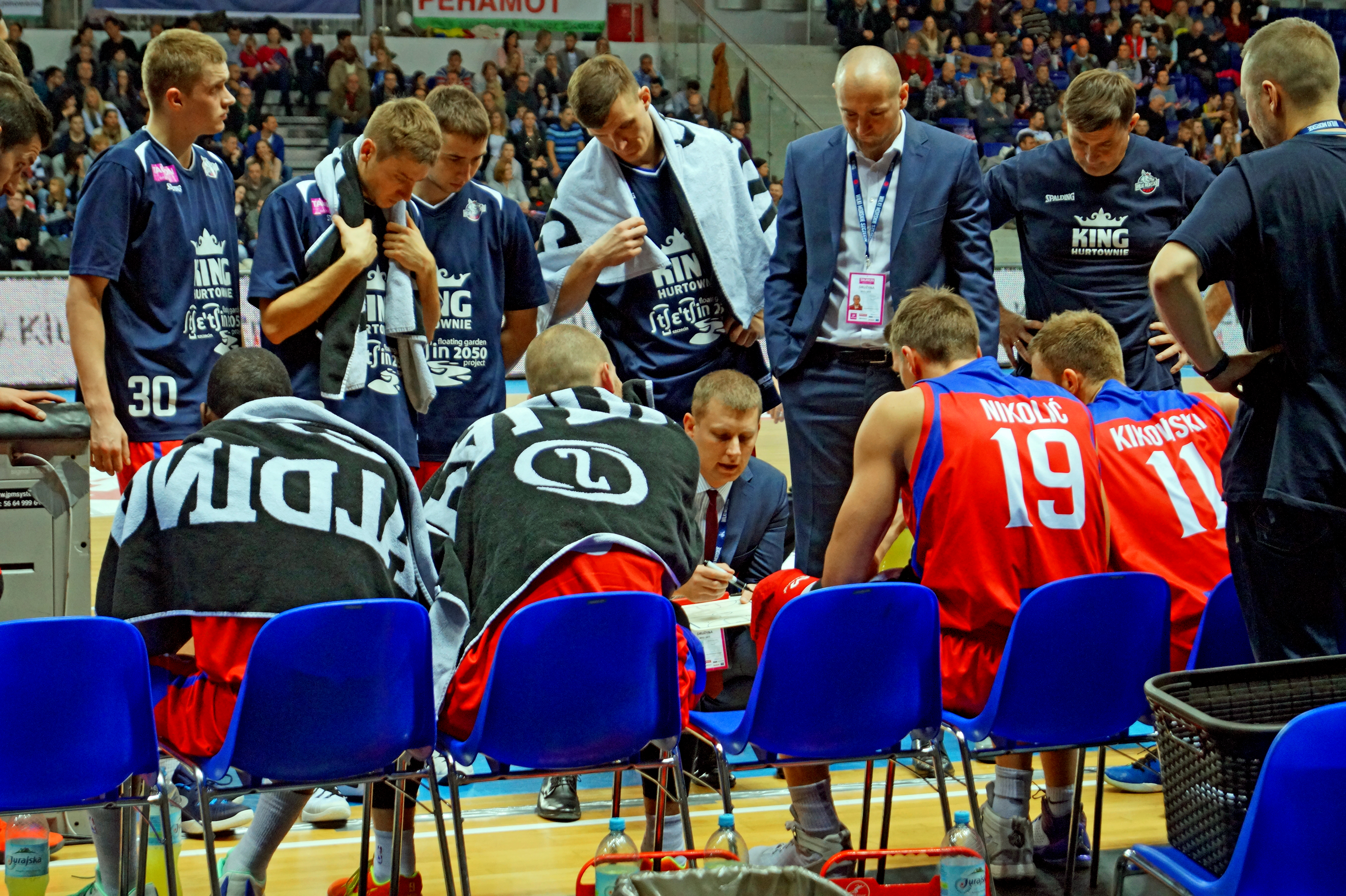
Marek Łukomski, trener (King Wilki Morskie Szczecin (2015)

## Osiągnięcia trenerskie
Jako asystent
- Finalista Pucharu Polski (2015)
- Awans do PLK z Rosą Radom (2012)

Jako trener
- Finał Pucharu Polski (2021)[16]
- Awans do pucharu Polski z Wilkami Morskimi Szczecin (2017)